# Wolkersdorf im Weinviertel
Wolkersdorf in Weinnviertel – miasto w Austrii, w kraju związkowym Dolna Austria, w powiecie Mistelbach. Liczy 6 936 mieszkańców.